# كوشاد أبيض الحواف
كوشاد أبيض الحواف (الاسم العلمي:Gentiana albomarginata) هو نوع من النباتات يتبع جنس الكوشاد من الفصيلة الكوشادية.